# Hofverwaltungsgebäude

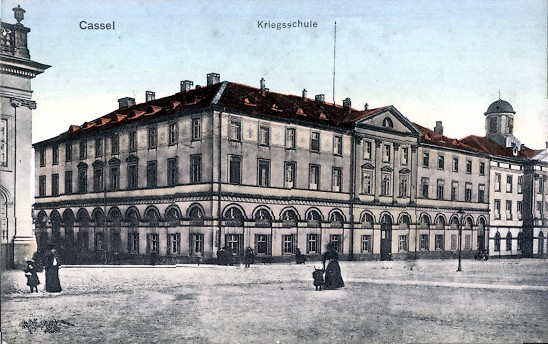
Die Kriegsschule in Kassel um 1903

Das Hofverwaltungsgebäude in Kassel war repräsentatives Amtsgebäude im Stil des Empire am Friedrichsplatz. 

## Geschichte

### Der Bau
Es wurde in den Jahren 1826–1829 unter Kurfürst Wilhelm II. an der Nordseite des Friedrichsplatzes zwischen dem Museum Fridericianum von 1769–1776 und der 1770–1777 erbauten Elisabethkirche, als Gegenstück zum 1821–1826 in die Baulücke zwischen Weißem Palais und Fridericianum erbauten Roten Palais, errichtet und vollendete damit die prunkvolle Nordseite des Platzes. Vom Fridericianum war es durch eine schmale Straße, den Steinweg, getrennt.
Architekt war Johann Conrad Bromeis, seit 1821 Hofbaumeister des Kurfürsten. Der Bau wurde zum Teil aus dem Verkauf des alten Hofverwaltungsgebäudes am Steinweg finanziert. Er war dreigeschossig unter einem Flachdach mit allseitig abgeschrägten Seitendachflächen, auf denen Gauben Licht ins Dachgeschoss ließen. Die Fassade am Friedrichsplatz war 13-achsig, mit dreiachsigem Mittelrisaliten unter einem Dreiecksgiebel; die Seitenfronten waren zehnachsig.
Um die gesamte Nordseite des Friedrichsplatzes farblich auszubalancieren, erhielt die Sankt-Elisabeth-Kirche am östlichen Ende den gleichen weiß-grünlich-grauen Anstrich wie das Weiße Palais im Westen, während das neue Hofverwaltungsgebäude als Gegenstück zum Roten Palais einen roten Anstrich mit gelben Architekturteilen erhielt; aus Kostengründen verzichtete man auf rote Sandsteinquader wie am Roten Palais und errichtete einen rot gestrichenen Putzbau mit gelb abgesetzten Architekturteilen. Das Fridericianum in der Mitte war in hellen Grau gehalten.

### Nutzung
Eine Anzahl von Hofbehörden, die zuvor am Steinweg gesessen hatten, wechselten und nun in die Nähe des neuen Residenzpalais: das Hofmarschallamt, die Hofkämmerei, die Möbel- und Leinwandkammer, die Hofkammer und die Ordenskommission. Außerdem wurden mehrere Dienstwohnungen eingerichtet. 
Nachdem Kurhessen nach dem Deutschen Krieg 1866 von Preußen annektiert worden war, wurde das Gebäude ab 1868 als Kriegsschule (Militär- und Kadettenschule) für die Ausbildung von Offizieranwärtern genutzt.  Prominenter Absolvent der Schule war der siamesische Prinz Paribatra Sukhumbhand, ein Sohn des Königs Chulalongkorn, der ab April 1900 für sechs Monate zur Ausbildung dort war.  
Nach 1919 war der Bau Sitz verschiedener Verwaltungseinrichtungen und von 1935, dem Beginn der Aufrüstung der Wehrmacht, bis 1938 befand sich das Generalkommando des Wehrkreises IX darin. Nachdem das Generalkommando in sein 1937–1938 neugebautes Hauptquartier am Graf-Bernadotte-Platz umgezogen war, begann man mit dem Umbau zum Oberpräsidium der preußischen Provinz Hessen-Nassau. Dieses Unterfangen blieb jedoch wegen des Krieges unvollendet.

### Zerstörung und Abriss
Beim schweren Luftangriff auf Kassel am 22. Oktober 1943 brannte der Bau aus und ein Teil der Fassade wurde zerstört, aber die Außen- und Innenmauern blieben weitgehend erhalten. Ein möglicher Wiederaufbau wurde praktisch nicht in Erwägung gezogen, und wie viele andere Baudenkmäler der Stadt, die durch Kriegshandlungen beschädigt, aber nicht vernichtet worden waren, wurde auch dieser Bau ein Opfer des Wiederaufbaus. Es wurde 1954 gesprengt. Heute verläuft die nach dem Krieg umgelegte Frankfurter Straße über den Ort des einstigen Hofverwaltungsgebäudes.
Koordinaten: 51° 18′ 47,5″ N, 9° 29′ 54,2″ O